# 마스자와촌
마스자와촌(鱒沢村)은 이와테현 가미헤이군에 설치되었던 촌이다.

## 연혁
- 1889년 4월 1일 - 정촌제 시행과 함께 니시헤이군 마스자와촌이 성립하였다.
- 1896년 4월 1일 - 미나미헤이군과 니시헤이군이 합병해 가미헤이군 마스자와촌이 되었다.
- 1955년 2월 11일 - 닷소베촌, 미야모리촌이 합병해 새로운 미야모리촌이 되하였다.

## 교통

### 철도
- 일본국유철도 가마이시선

## 참고서적
- 이와테현 정촌합병지, (이와테현 총무부 지방과, 1957)